# Línea 4 (Los Tranvías de Zaragoza)
La antigua línea 4 de tranvía de la ciudad de Zaragoza (España) fue una de las líneas que componían su vieja red tranviaria.
Operada por Los Tranvías de Zaragoza, embrión de la actual TUZSA (Transportes Urbanos de Zaragoza) fue concedida el 24 de enero de 1885 y comenzó a dar servicio en marzo de 1887, hasta que fue oficialmente clausurada el 26 de noviembre de 1971.  inicialmente de tracción animal –o de sangre– fue electrificada en octubre de 1903.
La línea 4 realizaba el recorrido comprendido entre la Plaza de la Constitución y la carretera de Huesca a la altura de los "almacenes de Arana", en el barrio del Rabal de la capital aragonesa. A partir de 1929 funcionó como un servicio corto de refuerzo de la línea 10. En 1950, coincidiendo con el funcionamiento de la fábrica CAITASA, se prolonga hasta el barrio de El Picarral. En 1954, al clausurarse la línea 9 se acortó el servicio desde la plaza España hasta la plaza de La Seo.
Al menos durante los años de tracción animal la línea tenía un ramal desde el final del puente de Piedra hasta la estación del Norte o de Arrabal. El servicio, que también alcanzaba el patio de la estación de Madrid o de Campo Sepulcro, se llamaba SERVICIO ESTACIONES.